# Artigues (Hautes-Pyrénées)
Artigues település Franciaországban, Hautes-Pyrénées megyében. Lakosainak száma 13 fő (2022. január 1.). Artigues Les Angles, Jarret, Saint-Créac és Sère-Lanso községekkel határos.

## Népesség
A település népességének változása:
| Lakosok száma | 24   | 21   | 19   | 20   | 16   | 15   | 14   | 14   | 13   | 13   |
|               | 2010 | 2013 | 2015 | 2016 | 2017 | 2018 | 2019 | 2020 | 2021 | 2022 |